# Neverwinter Nights 2
Neverwinter Nights 2(NWN2) je računalna RPG igra koju je razvio Obsidian Entertainment i izdao Atari. To je nastavak BioWareovog Neverwinter Nightsa (NWN), uspješna igra bazirana na RPG igru Dungeons & Dragons. NWN je točnije nastao prema pravilima Dungeons & Dragons izdanja 3.5 (još poznatog kao "Revised 3rd Edition"), izmijenjeno da se prilagodi za real-time igranje.
Recenzije Neverwinter Nightsa 2 su općenito pozitivne. Gamespot i IGN su oboje dali pogodnu ocjenu.